# Gunnar Jørgensen
 Der er flere personer med dette navn, se Gunnar Jørgensen (flertydig).
Gunnar Jørgensen (født 18. oktober 1896 i Charlottenlund, død 8. marts 1963 i København) var en dansk forfatter og skolemand.
Gunnar Jørgensen blev student fra Ordrup Gymnasium i 1914. Efter studentereksamen læste han teologi ved Københavns Universitet, men færdiggjorde aldrig studiet. I stedet arbejdede han som lærer (blandt andet på Gammel Hellerup Gymnasium) og som redaktør af forskellige ungdomsblade. Gunnar Jørgensen er begravet på Mariebjerg Kirkegård. 

## Flemming-bøgerne
Han er i dag mest kendt for sit forfatterskab af Flemming-bøgerne (11 i alt), der alle udkom første gang på Hasselbalchs Forlag - se bibliografien nedenfor. Flemming-bøgerne er kommet i stadig nye oplag og udgaver, i hvert fald til op i 1960'erne.
Nogle af de første bøger er filmatiseret i hhv. 1960 og 1961 som Flemming og Kvik samt Flemming på kostskole. Mange skolefolk og bibliotekarer var meget kritiske over for Flemming-bøgerne, blandt andet fordi Gunnar Jørgensens romanfigurer var langt mindre autoritetstro end normalt i den tids pædagogiske børne- og ungdomslitteratur. Dette fik imidlertid meget ringe betydning for deres popularitet og udbredelse.

## Gunnar Jørgensens Skole
Takket være indtægterne fra Flemming-bøgerne og andre ungdomsbøger kunne Gunnar Jørgensen i 1936 oprette sin egen privatskole Gunnar Jørgensens Skole i Hellerup. Her kunne Gunnar Jørgensen som skolebestyrer føre sine pædagogiske principper ud i livet i overensstemmelse med skolens motto ”prøv med kærlighedens stærke arm”, der også var mottoet i Flemming-bøgerne. Skolen blev en umiddelbar succes, som snart placerede den som en markant institution i privatskolesektoren. Der etableredes elevråd i 1948, hvilket gør skolen til en af de første danske børneskoler med elevråd. Også efter stifterens død fortsatte skolen sin virksomhed, i de sidste årtier med adresse på H.C. Ørsteds Vej på Frederiksberg. Men skolen gik konkurs i marts 2006 og lukkede fra den ene dag til den anden, uden at elever, forældre og lærere fik mulighed for at sige farvel til hinanden. Dansk Skolemuseum fik efter lukningen en række skolehistoriske genstande og arkivalier overdraget.

## Drengebladet
Gunnar Jørgensen var i 1930 med til at grundlægge Drengebladet, der i det meste af 10-året udkom som enten uge- eller månedsblad. Han var selv en af de flittigste bidragydere – sammen med mange andre forfattere og skribenter som fx Emil Bønnelycke, Willy Breinholst, Peter Jerndorff-Jessen den yngre og andre af tidens populære ungdoms- og drengebogsforfattere.
Han var engageret i spejderbevægelsen, hvor han var medlem af Det Danske Spejderkorps. Han var en årrække redaktør af korpsets blad Spejdernes Magasin. Nogle af hans bøger og noveller har afsæt i FDF- og spejderbevægelsen (Frie Fugle, March – vi vil frem og Da Svend blev Spejder). I årene omkring 1930 skrev Gunnar Jørgensen nogle føljetoner til FDF's medlemsblad Danske Drenge.

## Fodnoter
1. ↑  Kirkebog for Sions Sogn 1953-1967 D opslag 99
2. ↑  Litteraturpriser: "Gunnar Jørgensen"
3. ↑  Gunnar Jørgensen på gravsted.dk